# Jøkulfallet
Jøkulfallet (norwegisch für Gletscherfall) ist ein steiler Hanggletscher im ostantarktischen Königin-Maud-Land. Im Mühlig-Hofmann-Gebirge liegt er an der Nordflanke der Jøkulkyrkja.
Norwegische Kartographen, die den Gletscher auch benannten, kartierten ihn anhand von Vermessungen und Luftaufnahmen der Dritten Norwegischen Antarktisexpedition (1956–1960).